# ビアンカ・ウー
ビアンカ・ウー（胡琳、Bianca Wu、1980年2月10日-）は、香港出身の歌手。2006年デビュー。所属レコード会社はLMCミュージック。

## 音楽作品

### アルバム
- Love Note（2006年5月）
- Bianca Sings Timeless（2006年7月）
- 綠野聲蹤（2006年12月）
- Feel So Good（2007年9月）
- Still a Wonderful World（2008年8月12日）
- Jazz Them Up (2010年8月6日)
- Déjà Vu (2012年6月28日)
- Bianca Sings Tess (2012年11月9日)
- Jazz Them Up Once More (2014年1月16日)
- The Fifth Season (2014年11月28日)
- All Of Me (2015年8月5日)